# Liste der Biografien/Woe
Liste der Biografien |
Portal Biografien |
Personensuche
# |
A |
B |
C |
D |
E |
F |
G |
H |
I |
J |
K |
L |
M |
N |
O |
P |
Q |
R |
S |
T |
U |
V |
W |
X |
Y |
Z |
?
 
Wa |
Wc |
Wd |
We |
Wh |
Wi |
Wj |
Wl |
Wn |
Wo |
Wr |
Ws |
Wt |
Wu |
Ww |
Wy |
Wz
 
Woa |
Wob |
Woc |
Wod |
Woe |
Wof |
Wog |
Woh |
Woi |
Woj |
Wok |
Wol |
Wom |
Won |
Woo |
Wop |
Wor |
Wos |
Wot |
Wou |
Wov |
Wow |
Wox |
Woy |
Woz
Die Liste der Biografien führt alle Personen auf, die in der deutschsprachigen Wikipedia einen Artikel haben. Dieses ist eine Teilliste mit 107 Einträgen von Personen, deren Namen mit den Buchstaben „Woe“ beginnt.

## Woe
- Woe, Jeroen (* 1981), niederländischer Kabarettist, Musiker, Theaterregisseur und Fernsehmacher

### Woeb
- Woebcken, Carl (1878–1965), deutscher Theologe, Pastor und Historiker
- Woebcken, Carl (* 1956), deutscher Filmproduzent und Geschäftsführer des Filmstudios Babelsberg
- Woebcken, Friederike (* 1954), deutsche Musikwissenschaftlerin, Hochschullehrerin und Chorleiterin

### Woed
- Woedtke, Carl von (1824–1901), deutscher Politiker, MdR
- Woedtke, Erich von (1847–1902), deutscher Jurist und Verwaltungsbeamter
- Woedtke, Friedrich Wilhelm von (1736–1776), preußischer Offizier, General der Kontinentalarmee im Amerikanischen Unabhängigkeitskrieg
- Woedtke, Georg Eggert von (1698–1756), preußischer Generalmajor
- Woedtke, Heinrich Eggard von (1733–1806), preußischer Jurist, Oberhauptmann der Lande Lauenburg und Bütow
- Woedtke, Leopold Christian von (1792–1872), preußischer Generalmajor
- Woedtke, Reinhold von (1828–1898), preußischer Gutsbesitzer, MdA und Landrat

### Woeg
- Woegerer, Otto (1906–1966), österreichischer Schauspieler
- Woeginger, Gerhard (1964–2022), österreichischer Informatiker

### Woeh
- Woehl, Gerald (* 1940), deutscher Orgelbauer und Restaurator für Musikinstrumente
- Woehl, Waldemar (1902–1976), deutscher Herausgeber, Komponist und Musikpädagoge
- Woehlkens, Erich (1909–1987), deutscher Gymnasiallehrer und Leiter des Stadtarchivs in Uelzen
- Woehr, Marc C. (* 1973), deutscher zeitgenössischer Künstler
- Woehrmann, Camillo von (1852–1944), sächsischer Fähnrich und Auswanderer

### Woei
- Woeiriot de Bouzey, Pierre (1532–1599), französischer Maler, Kupferstecher und Medailleur

### Woel
- Woelck, Carl (1868–1937), deutscher Verwaltungsjurist; Bürgermeister von Weißensee
- Woelck, Kurt (1882–1958), deutscher Verwaltungs- und Wirtschaftsjurist
- Woelck, Peter (1948–2010), deutscher Fotograf
- Woelckern, Wilhelm von (1829–1905), württembergischer General der Infanterie
- Woelfl, Joseph (1773–1812), Salzburger Pianist und KomponistJoseph Woelfl (1773–1812)

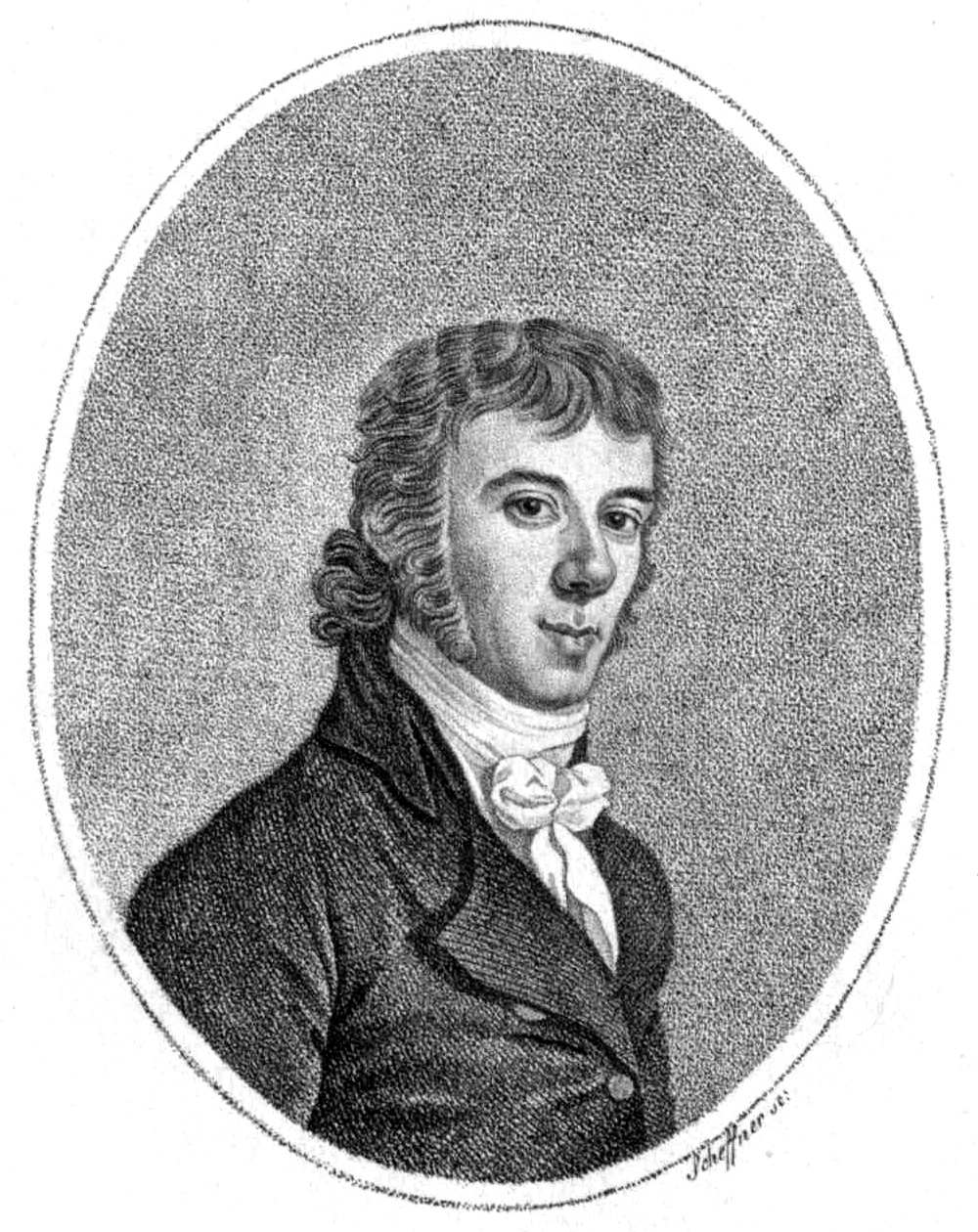
Joseph Woelfl (1773–1812)

- Woelfl, Robert (* 1965), österreichischer Schriftsteller und Dramatiker
- Woelfle, Marcus (* 1964), deutscher Jazzmusiker, Autor und Journalist
- Woelk, Imke (* 1964), deutsche Architektin und Künstlerin
- Woelk, Lothar (* 1954), deutscher Fußballspieler
- Woelk, Margot (1917–2014), deutsche Sekretärin, Vorkosterin für Adolf Hitler
- Woelk, Moritz (* 1963), deutscher Kunsthistoriker, Museumsdirektor
- Woelk, Ulrich (* 1960), deutscher Schriftsteller
- Woelke, Jens (* 1969), deutscher Soziologe, Kommunikationswissenschaftler und Hochschullehrer
- Woelke, Yvonne (* 1979), deutsche Schauspielerin, Moderatorin und Model
- Woelker, Konrad (1875–1945), deutscher Verwaltungsjurist
- Woelki, Amelie (* 2002), deutsche Fußballspielerin
- Woelki, Rainer Maria (* 1956), deutscher römisch-katholischer Theologe, Erzbischof von Köln (seit 2014), Kardinal, Erzbischof von Berlin (2011–2014), Weihbischof in Köln (2003–2011)Rainer Maria Woelki (* 1956)

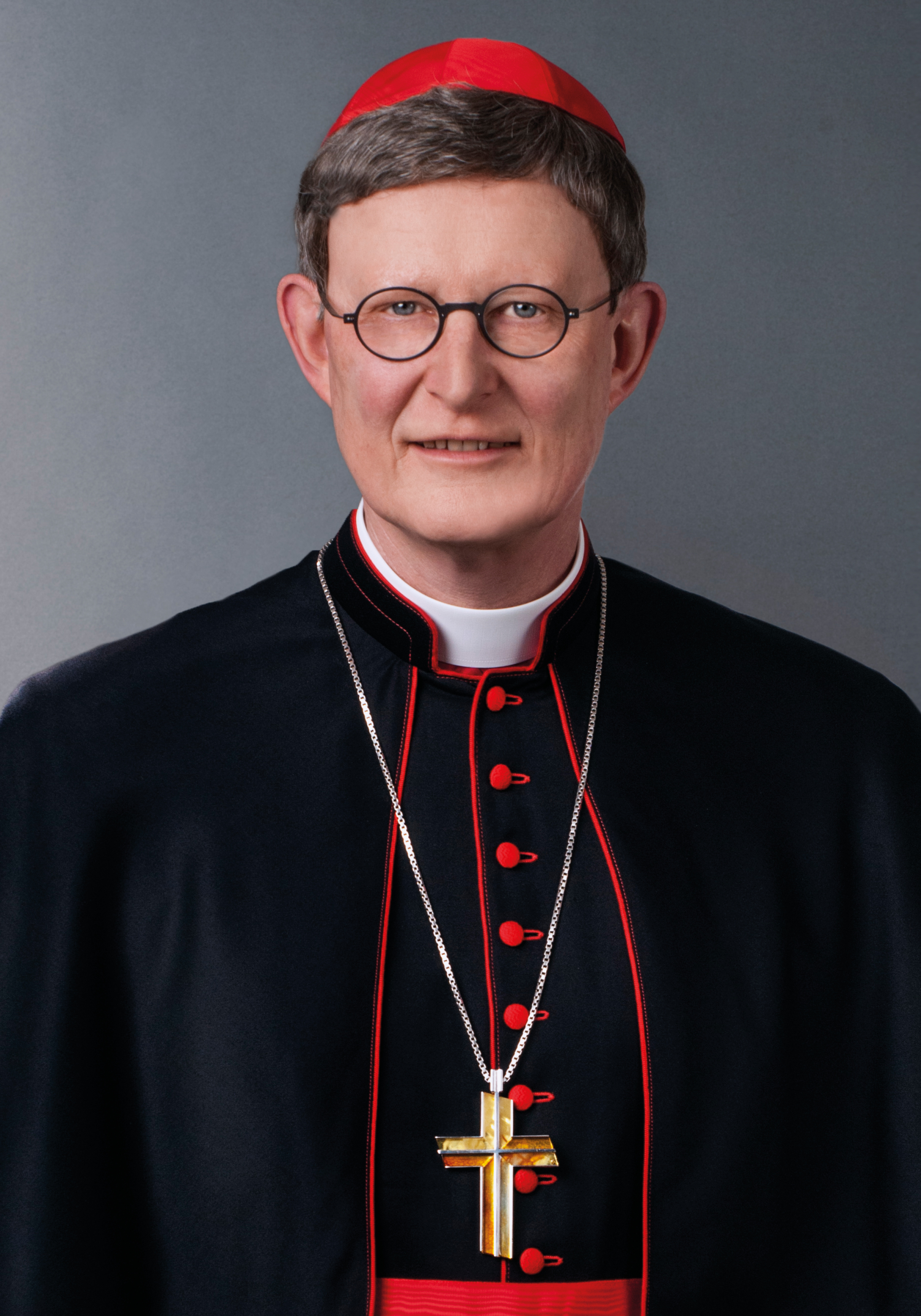
Rainer Maria Woelki (* 1956)

- Woelky, Carl Peter (1822–1891), katholischer Geistlicher und altpreußischer Historiker
- Woelky, Max (* 1985), deutscher Schauspieler
- Woell, Wilhelm (1871–1926), deutscher Jurist und Politiker
- Woeller, Shannon (* 1990), kanadische Fußballspielerin
- Woeller, Waltraud (1920–2004), deutsche Folkloristin und Volkskundlerin
- Woellke, Hans (1911–1943), deutscher Leichtathlet
- Woellner, Johann Christoph von (1732–1800), preußischer Staatsmann und Pastor
- Woelm, Max (1875–1964), deutscher Apotheker und Nahrungsmittelchemiker
- Woelz, Walter (1892–1955), deutscher Jurist, Kaufmann und Unternehmer

### Woen
- Woenig, Franz (1851–1899), deutscher Schriftsteller, Dichter und Lehrer
- Woenne, Hugo (1863–1930), deutscher Fleischer und Politiker (WP)
- Woenne, Paul (1880–1952), deutscher Kunstgewerbelehrer
- Woensam, Anton († 1541), deutscher Maler, Holzschneider, Graphiker und Illustrator
- Woensel, Joan van (1705–1773), niederländischer Mediziner und praktischer Arzt in Haarlem
- Woensel, Petronella van (1785–1840), niederländische Malerin

### Woep
- Woepelitz, Johannes († 1401), Bischof von Havelberg (1385–1401)

### Woer
- Woerden, Henk van (1947–2005), niederländisch-südafrikanischer Schriftsteller und Maler
- Woerden, Jan van (1499–1525), niederländischer Priester und Märtyrer
- Woerden, Peter van (1924–1990), christlicher Komponist und Autor
- Woerl, Joseph Edmund (1803–1865), deutscher Kartograph und Geograph
- Woerl, Leo (1843–1918), deutscher Verleger
- Woerlein, Herbert (* 1958), deutscher Politiker (SPD), MdL
- Woermann, Adolph (1847–1911), deutscher Kaufmann, Reeder und Politiker (NLP), MdHB, MdRAdolph Woermann (1847–1911)

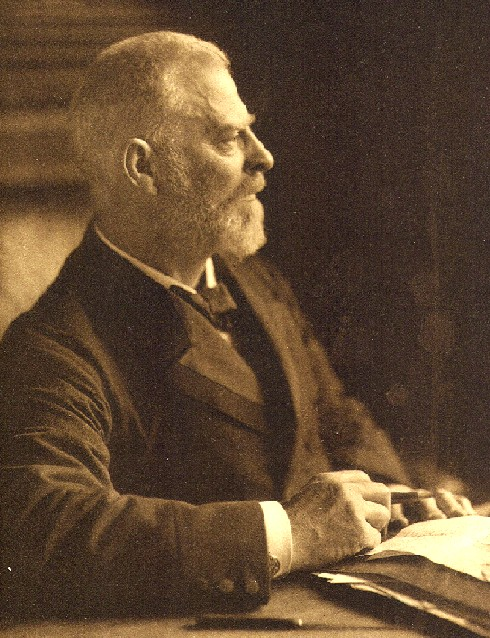
Adolph Woermann (1847–1911)

- Woermann, Ascan (1901–1969), deutsch-südwestafrikanischer Kaufmann
- Woermann, Carl (1813–1880), deutscher Kaufmann und Reeder
- Woermann, Emil (1899–1980), deutscher Agrarökonom
- Woermann, Erich (1904–1975), deutsch-südwestafrikanischer Kaufmann
- Woermann, Ernst (1888–1979), deutscher Diplomat
- Woermann, Günther (1900–1967), deutscher Ingenieur, Manager der Maschinen- und Schiffbauindustrie und Metallwarenfabrikant
- Woermann, Jesko, namibischer Kaufmann
- Woermann, Karl (1844–1933), deutscher Kunsthistoriker
- Woermann, Marie (1851–1942), deutsche Malerin und Graphikerin
- Woerner, Alan (1952–2011), deutscher Songschreiber und Bandleader
- Woerner, Carl (1886–1968), deutscher Landrat
- Woerner, Charlie (* 1997), US-amerikanischer American-Football-Spieler
- Woerner, Charlotte (1893–1973), deutsche Schriftstellerin
- Woerner, Elisabeth (* 1990), niederländische Ruderin
- Woerner, Frederick F. Jr. (1933–2023), US-amerikanischer Offizier, Generalleutnant der US-Army
- Woerner, Lothar (1930–2000), deutscher Richter am Bundesfinanzhof
- Woerner, Roman (1863–1945), deutscher Literaturwissenschaftler, Übersetzer und Herausgeber
- Woerner, Ursula (* 1970), deutsche Filmproduzentin
- Woernle, Bettina (* 1948), deutsche Drehbuchautorin und Regisseurin
- Woernle, Christoph (* 1958), deutscher Ingenieur und Professor für Technische Mechanik
- Woernle, Wilhelm (1849–1916), deutsch-österreichischer Maler und Graphiker
- Woerth, Éric (* 1956), französischer Politiker (UMP), Mitglied der Nationalversammlung
- Woertman, Jacob Gijsbert (1722–1785), niederländischer Mediziner
- Woertz, Patricia (* 1953), US-amerikanische Managerin
- Woerz, Andy (* 1962), österreichischer Sänger und SchauspielerAndy Woerz (* 1962)

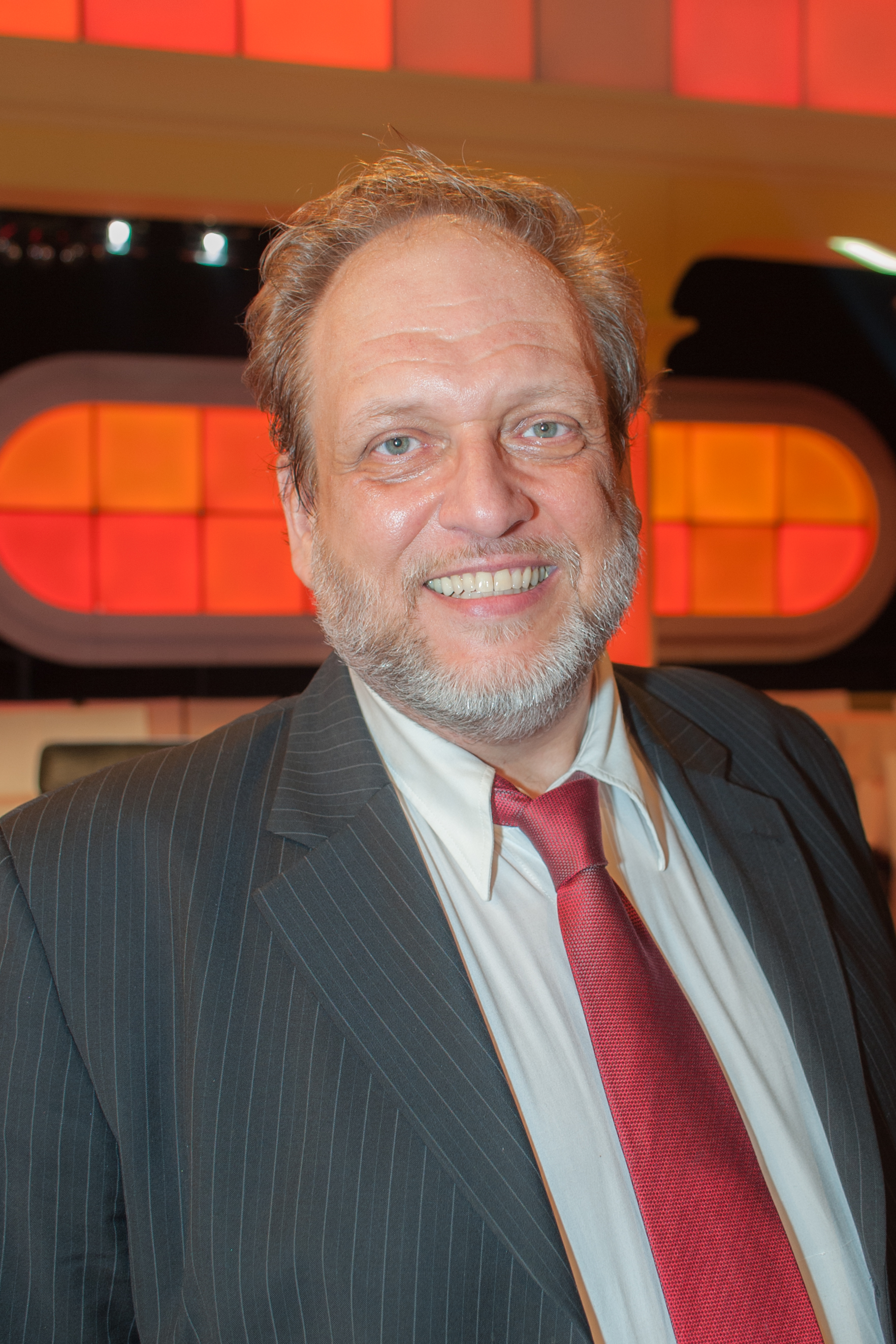
Andy Woerz (* 1962)

### Woes
- Woese, Carl (1928–2012), US-amerikanischer Biologe
- Woeser, Tsering (* 1966), chinesische Schriftstellerin, Dichterin, regimekritische Essayistin und (seit 2005) Bloggerin
- Woesler, Emmi (1911–2004), deutsche Richterin am Bundespatentgericht
- Woesler, Martin (* 1969), deutscher Sinologe und Kulturwissenschaftler
- Woesler, Winfried (* 1939), deutscher Literaturwissenschaftler und Hochschullehrer
- Woesner, Horst (1914–1994), deutscher Jurist und Richter am Bundesgerichtshof
- Woest, Volker (* 1954), deutscher Chemiedidaktiker und Hochschullehrer
- Woeste, Albrecht (* 1935), deutscher Unternehmer und Sportfunktionär
- Woeste, Charles (1837–1922), belgischer, katholischer Politiker
- Woeste, Frank (* 1976), deutsch-französischer Jazzpianist (Klavier, Fender Rhodes)
- Woeste, Friedrich Leopold (1807–1878), deutscher Sprachwissenschaftler
- Woeste, Peter (* 1959), deutscher Diplomat
- Woestenborghs, Rob (* 1976), belgischer Duathlet
- Woestendick, Cooper (* 2006), US-amerikanischer Tennisspieler
- Woester, Heinz (1901–1970), Schweizer Schauspieler
- Woesthoff, Dinand (* 1972), niederländischer Pop-/Rocksänger
- Woesthoven, Maria Petronella (1760–1830), niederländische Dichterin
- Woestijne, Karel van de (1878–1929), flämischer Dichter und Schriftsteller
- Woestmann, Eileen (* 1993), deutsche Politikerin (Bündnis 90/Die Grünen), MdL
- Woestmeyer, Martin (* 1970), deutscher Politiker (FDP), MdHB
- Woestyne, Gustave Van de (1881–1947), belgischer Porträt- und Stilllebenmaler sowie Zeichner

### Woet
- Woetzel, Harold (* 1953), deutscher Dokumentarfilmer

### Woez
- Woezel, Heinz (1914–1985), deutscher Sänger, Komponist und Produktionsleiter der Philips